# Zeche Große Varstbank
Die Zeche Große Varstbank ist ein ehemaliges Steinkohlenbergwerk in Essen-Burgaltendorf. Das Bergwerk war auch unter den Namen Zeche Große Wastbanck, Zeche Große Vaßbank, Zeche Große Wastbank, Zeche Große Vaerstbanck und Zeche Große Vaeßbanck bekannt.

## Geschichte

### Die Zeit als Große Varstbank
Am 20. November des Jahres 1722 erfolgte zunächst eine allgemeine Belehnung eines Grubenfeldes. Im Anschluss daran wurde noch im selben Jahr Stollenbau betrieben. Im Jahr 1739 kam es zu Absatzproblemen und zu erhöhten Kosten. In den Unterlagen des Bergamtes wurde dazu vermerkt „schwerköstig und wenig Debit“. Zwischen den Jahren 1754 und 1755, 1758 und 1759, 1761 und 1762 und im Jahr 1769 war das Bergwerk nachweislich in Betrieb. Im Jahr 1794 wurde das Bergwerk in Niemeyers Karte aufgeführt. Der Stollen verlief von der Ruhr bis zur Alten Hauptstraße parallel und südlich zur Varst Bank. Im Jahr 1796 war Schacht Hoffnung in Betrieb. Im Jahr 1800 wurde am Schacht Hoffnung Abbau betrieben, außerdem war ein 40 Lachter langer Schiebeweg zu einem Kohlenmagazin an der Ruhr vorhanden. Im Jahr 1805 war Schacht Bernhardt in Betrieb und im Jahr 1810 war Schacht Albertine in Betrieb. Im Jahr 1820 wurde das Bergwerk durch den Altendorfer Erbstolln gelöst. Im Oktober des Jahres 1820 kam es zu einer Vereinigung eines Feldesteils mit dem Altendorfer Erbstolln zur Zeche Große Varstbank & Altendorfer Erbstolln sowie zu einer Vereinigung mit der Zeche Neue Aproche zur Zeche Große Varstbank & Neue Aproche. Im Jahr 1847 wurde die Vereinigung Große Varstbanck & Altendorfer Erbstolln wieder aufgelöst und die Zeche Große Varstbank stillgelegt. Im Jahr 1855 kam es unter der Himmelsfürster Erbstollensohle mit anderen Zechen zur Konsolidation zur Zeche Altendorf Tiefbau. Nach der Konsolidation war der Stollen auch weiterhin in Betrieb. In den Jahren 1858 bis 1878 war das Bergwerk in Betrieb, im Jahr 1879 wurde es außer Betrieb gesetzt. Im Jahr 1881 waren die Kohlen über der Stollensohle abgebaut. Im Anschluss daran wird das Bergwerk nicht mehr in den Akten des Bergamts genannt. Im Jahr 1908 kam es zur Konsolidation mit anderen Zechen zur Zeche Vereinigte Catharina.

#### Förderung und Belegschaft
Die ersten Belegschaftszahlen des Bergwerks stammen aus dem Jahr 1754, in diesem und dem darauffolgenden Jahr waren sieben Bergleute auf der Zeche beschäftigt. Die ersten Förderzahlen des Bergwerks stammen aus dem Jahr 1865, in diesem Jahr wurden 2811 Tonnen Steinkohle gefördert. Im Jahr 1867 sank die Förderung auf 1407 Tonnen Steinkohle. Im Jahr 1869 wurden mit 18 Bergleuten 772 Tonnen Steinkohle gefördert. Im Jahr 1872 wurde eine Förderung von rund 9000 Tonnen Steinkohle erbracht. In diesem Jahr waren 59 Bergleute auf dem Bergwerk beschäftigt. Im Jahr 1873 stieg die Förderung auf 10.402 Tonnen, diese Förderung wurden mit 57 Bergleuten erbracht. Die letzten bekannten Förder- und Belegschaftszahlen des Bergwerks stammen aus dem Jahr 1878, in diesem Jahr wurden mit sieben Bergleuten 1376 Tonnen Steinkohle gefördert.

### Große Varstbank & Neue Aproche
Über die Zeche Große Varstbank & Neue Aproche wird nicht sehr viel berichtet. Die Zeche ist aus einer Vereinigung der Zeche Neue Aproche mit der Zeche Große Varstbank entstanden. Zweck der Vereinigung war ein gemeinsamer Kohlenabbau. Nach der Vereinigung im Oktober des Jahres 1820 ging das neue Bergwerk in Betrieb. Im Jahr 1823 wurde am Schacht Abgunst Abbau betrieben. Am 19. Juli des Jahres 1825 wurde die Zeche wieder stillgelegt und die Vereinigung der beiden Zechen wieder aufgelöst.

### Große Varstbank & Altendorfer Erbstolln
Die Zeche ist im Oktober des Jahres 1820 aus einer Vereinigung der Zeche Große Varstbank mit dem Altendorfer Erbstolln entstanden. Das Bergwerk war auch unter dem Namen Zeche Vereinigte Große Varstbank & Altendorfer Erbstolln, Zeche Vereinigte Altendorfer Erbstolln &  Große Varstbank und Zeche Groß Varstbank & Altendorfer Erbstolln bekannt. Im Jahr 1821 wurde im Nebenflöz der Erbstollen weiter vorgetrieben. Im Januar des Jahres 1824 wurde wieder mit dem Abbau begonnen. Im Jahr 1826 wurde vermutlich ein dritter Altendorfer Erbstollen angesetzt und aufgefahren. Im Jahr 1830 wurde wieder Abbau betrieben, das Fördervermögen lag bei 600 preußischen Tonnen im Jahr. Im Jahr 1831 erreicht der Erbstollen eine Länge von 1202 Lachtern. Zusammen mit dem Himmelsfürster Erbstolln wurden nun die Felder von den Zechen Alte Sackberg, Alte Aproche, Dreieinigkeit, Geitling, Vereinigte Alte Sackberg & Geitling, Große Varstbank, Polen, Preußischer Adler, Mülheimer Glück und Vereinigte Neue Sackberg & Schrutenberend gelöst. 
Im Jahr 1835 wurde ein Querschlag nach Süden vorgetrieben und weiter Abbau betrieben. Am 25. Juni des Jahres 1836 wurde das Erbstollenrecht für den Altendorfer Erbstollen bestätigt. Im Jahr 1837 wurde kein Abbau betrieben, es wurden nur Reparaturarbeiten getätigt und der Querschlag weiter nach Süden vorgetrieben. Es wurden 30 preußische Tonnen Steinkohle gefördert. Im Jahr 1839 wurden 84 preußische Tonnen Steinkohle gefördert. Im Jahr 1840 wurden nur Reparaturarbeiten im Erbstollen durchgeführt, der Erbstollen wurde als Förderstollen genutzt. Die Lösung erfolgte über den vier Lachter tieferen Himmelsfürster Erbstollen. Diese Lösung war wegen der geringen Bauhöhe nur von geringem Nutzen. Am 11. August des Jahres 1843 wurde ein Längenfeld verliehen. Im Jahr 1845 wurde nur geringer Abbau betrieben, ansonsten wurden nur Fördertätigkeiten und Reparaturarbeiten im Stollen durchgeführt. Ab der zweiten Hälfte des Jahres 1846 war das Bergwerk außer Betrieb, es wurden nur die Lagerbestände an Kohlen verkauft. In den kommenden Jahren wurde die Vereinigung der beiden Zechen wieder aufgelöst und die Zeche Große Varstbank stillgelegt.